# Donje Žešće
Donje Žešće je naseljeno mjesto u općini Foča-Ustikolina, Federacija BiH, BiH. 
Pripojeno mu je naselje Osoje, koje nije popisano na popisu 1961. godine. Godine 1961. na popisu ne sadrži nekoliko naselja, koja su mu pripojena 1962.: Kreča i Vina (Sl.list NRBiH, br.47/62). 
Kroz Donje Žešće teče Vrbički potok.

## Stanovništvo
| Narod     | Popis 1961. | Popis 1971. | Popis 1981. | Popis 1991. |
| --------- | ----------- | ----------- | ----------- | ----------- |
| Hrvati    |             |             |             |             |
| Muslimani |             | 30          | 25          | 11          |
| Srbi      | 283         | 338         | 269         | 179         |
| Crnogorci |             | 7           | 7           |             |
| ostali    |             |             |             | 4           |
| Ukupno    | 283         | 375         | 302         | 194         |